# Telescopio Greenland
Il Telescopio Greenland è un radiotelescopio in uso dal 25 dicembre 2017 presso la base Thule, in Groenlandia, anche se in futuro si prevede di spostarlo presso la base Summit a 3.210 m di altitudine. Nel 2011 la National Science Foundation fornì allo Smithsonian Astrophysical Observatory un radiotelescopio di 12 m, in precedenza impiegato come prototipo dell'ALMA, per essere dispiegato in Groenlandia. Tra il 2013 e il 2015 l'Academia Sinica Institute of Astronomy and Astrophysics ha messo in atto delle modifiche per il freddo degli ambienti artici, nel 2016 è stato spedito in Groenlandia e nel luglio 2017 è stato riassemblato. Il telescopio compie in particolare osservazioni su orizzonti degli eventi di buchi neri e sulla teoria della relatività. Fa parte anche dell'Event Horizon Telescope, che nell'aprile 2019 ha pubblicato la prima foto di un buco nero (M87).